# Thryomanes bewickii
El chivirín de cola oscura (Thryomanes bewickii), también conocido como saltapared cola larga, es un ave paseriforme (aves de percha) de la familia Troglodytidae (matracas y saltaparedes),. Se distribuye en Norteamérica llegando hasta el centro de México, mide 14 cm aproximadamente siendo un poco menor que el gorrión mexicano.
En México se le ha observado en 26 estados (las excepciones son Colima, Campeche, Chiapas, Tabasco, Quintana Roo y Yucatán). En México, la NOM-059-SEMARNAT-2010 no considera a esta ave terrestre en sus listas de especies en riesgo; la UICN 2019-1 la considera como de Preocupación menor.

## Subespecies
Sigue una lista de las subespecies reconocidas comúnmente. Dos están extintas desde el siglo XX, principalmente debido a destrucción de hábitat y predación de felinos.
- T. b. bewickii (Audubon). Medio Oeste de Estados Unidos, noreste de Kansas a Misurí y este de Texas. Incluye a T. b. pulichi como sinónimo más moderno

- T. b. altus Aldrich. Antiguamente, en la región de Apalaches; sur de Ontario a Carolina del Sur, hoy rara. Posiblemente una especie amenazada, pero posiblemente no distinta de bewickii

- T. b. cryptus Oberholser. Centro de Kansas a norte de Tamaulipas, México. Incluye a T. b. niceae. Las aves del sudeste están a veces separadas T. b. sadai

- T. b. eremophilus Oberholser. Este del interior de California, sur de Zacatecas, México

- T. b. calophonus Oberholser. Sudoeste de la Columbia Británica, Canadá, a oeste de Oregón. Incluye a T. b. ariborius y T. b. hurleyi. El antiguo nombre se refiere a la población que se encuentra en el área de  Seattle y Vancouver; esas aves a veces se las llama reyezuelo de Seattle

- T. b. marinensis Grinnell. Costas del noroeste de California a Marin County

- T. b. spilurus (Vigors). Costas de California de San Francisco Bay a Santa Cruz County

- T. b. drymoecus Oberholser. Sudoeste de Oregón a California Central Valley

- T. b. atrestus Oberholser. Sur de Oregón al oeste de Nevada. Probablemente no válida

- T. b. correctus Grinnell. Sudoeste costas de California a la frontera mexicana; posiblemente sinónimo de charienturus

- T. b. charienturus Oberholser. Norte de península de Baja California a cerca de 30° N

- T. b. magdalenensis Huey. Sudoeste de la península de Baja California de 26 a 24° N

- T. b. nesophilus Oberholser. Islas de Santa Rosa, Santa Cruz, y Anacapa, California; probablemente también las islas Santa Bárbara y San Nicolás; que se encuentra en la parte continental en invierno. Posiblemente sinónimo de charienturus

- T. b. catalinae Grinnell. Isla Santa Catalina (California); hallable en el continente en invierno. Posiblemente sinónimo de charienturus

- T. b. cerroensis (Anthony). Isla Cedros (México) y oeste central de Baja California. Incluye a T. b. atricauda

- T. b. leucophrys (Anthony). Reyezuelo de Bewick de San Clemente.  Isla San Clemente, California, EUA.

Extinto desde los 1940s debido a destrucción de hábitat por chivos y ovejas. También llamado T. b. anthonyi. Observaciones de leucophrys en 1897 se refiere a cerroensis; a esa época, el reyezuelo de San Clemente se consideraba una especie que incluía a la población de Cedros
- T. b. brevicauda Ridgway. Guadalupe Bewick's Wren. Antes llamada de la Isla de Guadalupe, México.

Esta subespecie está extinta.  Desde (probablemente) los 1890s a causa de la destrucción de terrenos arbustivos por invasión del hábitat por cabras salvajes y depredación por cabras salvajes. La recolección de especies de parte de científicos pudo haber exacerbado el problema. Fueron recolectados (3 especímenes) por Anthony y Streator en mayo de 1892 y vistos pero no atrapados, dándolos por "casi extintos" el 22 de marzo de 1897. No fueron encontrados por Anthony en varias visitas entre 1892 y 1901 por lo que se les consideró extintos para 1901; una búsqueda intensa en 1906 confirmó la extinción de la subespecie.
- T. b. murinus (Hartlaub). Este y centro de México

- T. b. bairdi (Salvin and Goodman). Sudeste de México al sur de Puebla

- T. b. percnus (Oberholser). Jalisco a Guerrero, México

Las últimas tres comúnmente se unen en T. b. mexicanus.
La validez de las subespecies necesita ser verificada mediante aves recién capturados y / o datos moleculares, pues los especímenes son propensos a un rápido deterioro.